# Sriwijaya Air
Sriwijaya Air és una aerolínia indonèsia amb base a Jakarta que comunica principalment Sumatra i les illes Riau.

## Història

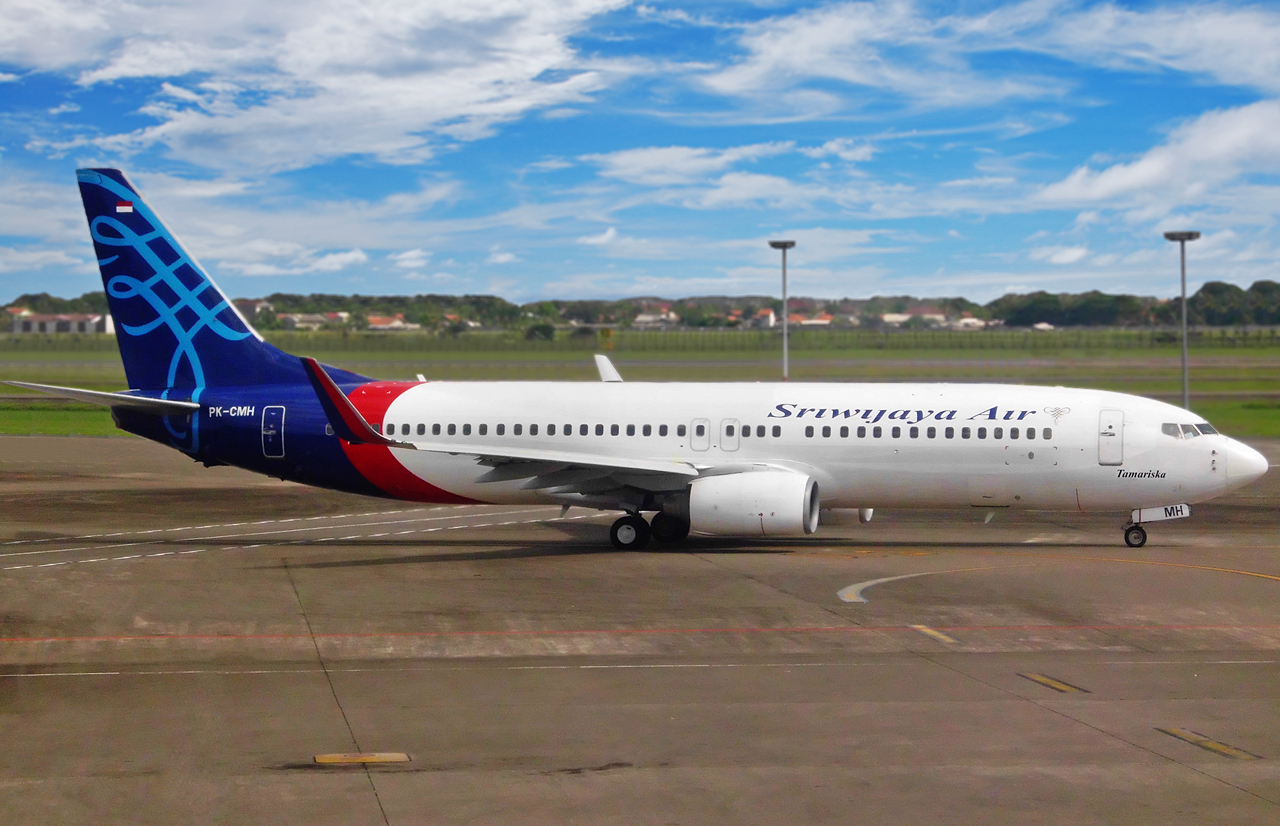
Boeing 737-800 de Sriwijaya Air

Creada l'any 2003, porta el nom de l'antiga Ciutat estat de Srivijaya (avui Palembang a Sumatra Meridional), que des del segle VII al XI va controlar l'Estret de Malaca. És la 3a aerolínia indonèsia en nombre de passatgers transportats. L'any 2009, Sriwijaya Aire va transportar aproximadament 6 milions de passatgers cap a 33 destinacions, interiors i internacionals. Per a 2010, la companyia va adquirir nous aparells i obrir noves línies cap a Bangkok (Tailàndia), Cantó (Xina), Kuala Lumpur (Malàisia) i Perth (Austràlia).
Citilink, la filial a baix cost de Garuda Indonesia, la companyia nacional, va reprendre les operacions de Sriwijaya i la seva filial NAM Air.
El vol Sriwijaya Air 182 va desaparèixer dels radars el 9 de gener de 2021 a les14 h 40 hora local al llarg de les costes de Jakarta, només 4 minuts després del seu enlairament de Jakarta. Tenia com a destinació la ciutat de Pontianak. El vol havia de durar 1 h 30 aproximadament

## Destinacions

### Indonèsia
- Sumatra:
  - Banda Aceh
  - Batam
  - Bengkulu
  - Jambi
  - Medan
  - Palembang
  - Pangkal Pinang (Bangka)
  - Pekanbaru
  - Bandar Lampung
  - Tanjung Pandan (Belitung)

- Java:
  - Jakarta
  - Malang
  - Semarang
  - Surakarta
  - Surabaya

- Kalimantan:
  - Balikpapan
  - Bandjarmasin
  - Palangkaraya
  - Pontianak

- Cèlebes:
  - Gorontalo
  - Kendari
  - Makassar

- Altres:
  - Kupang (Timor occidental)

### Internacional
- Malàisia:
  - Kuala Lumpur
  - Penang
- Singapur
- Timor
  - Dili

## Flota

### Flota actual

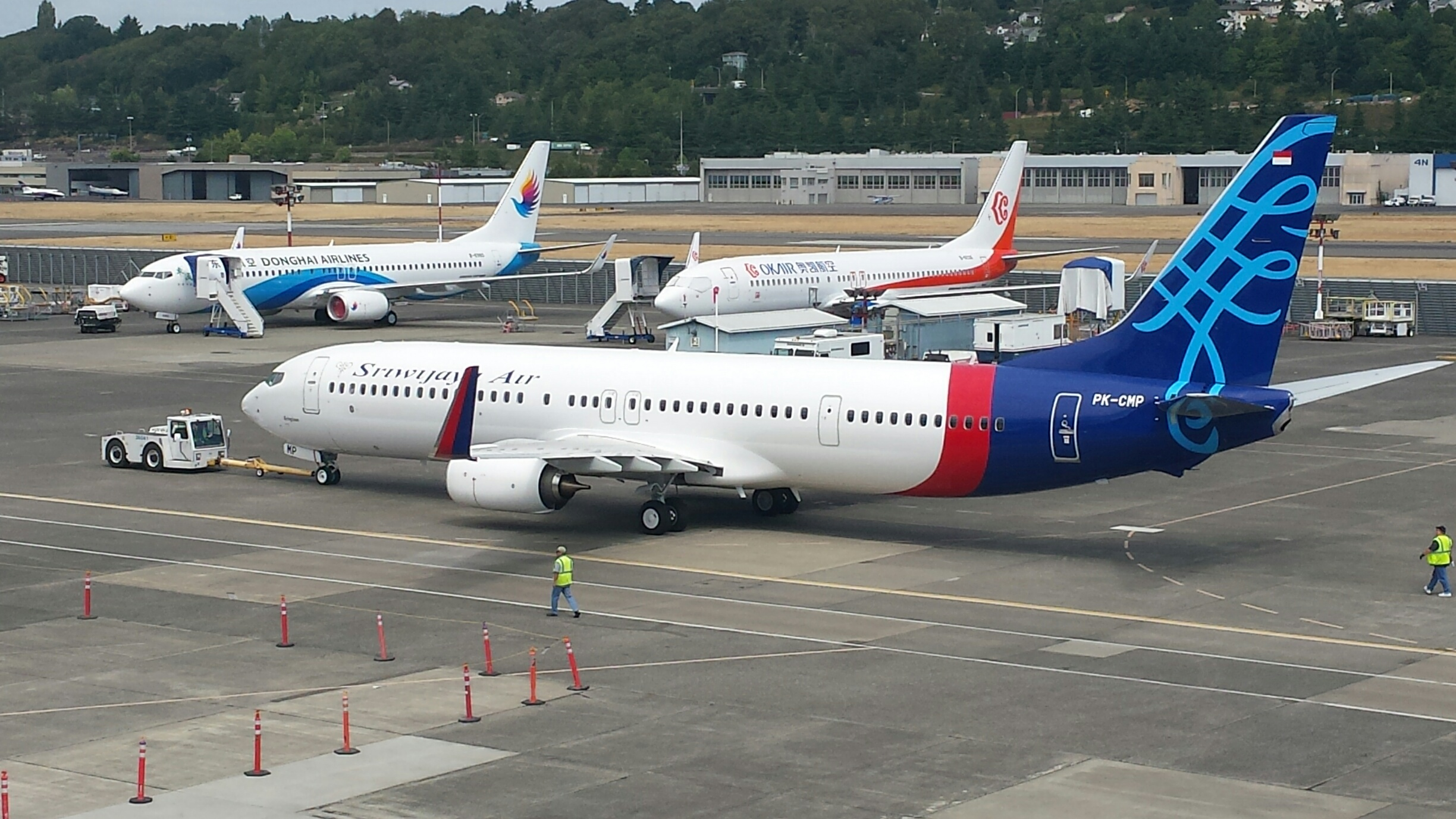
Boeing 737-900 de Sriwijaya Aire

La flota de Sriwijaya Air té una edat mitjana de 17,4 anys (gener 2021) i es compon de: